# Iglesia de Santa María (San Antolín de Ibias)
La iglesia parroquial de Santa María de San Antolín de Ibias (Ibias, Asturias, España), es un templo de una sola nave cubierta con bóveda de cañón, ábside semicircular abovedado y techumbre de madera. 

## Arquitectura
En su exterior destaca el pórtico, de finas columnillas que descansa sobre un murete, el edificio y este muro están hechos de pizarra. Su fachada principal es en forma de espadaña de tres pisos, en el primero está la puerta, en el segundo un gran ósculo, en el tercero es el campanario y está rematado por un frontón.  
La nave está separada del presbiterio por un gran arco de medio punto. El ábside se divide en dos zonas separadas por líneas de impostas   

## Cronología
Su primera estructura es del siglo XI. Al actual edificio se le fueron haciendo reformas y añadidos que van desde el siglo XIII hasta el XIX.